# Tartous

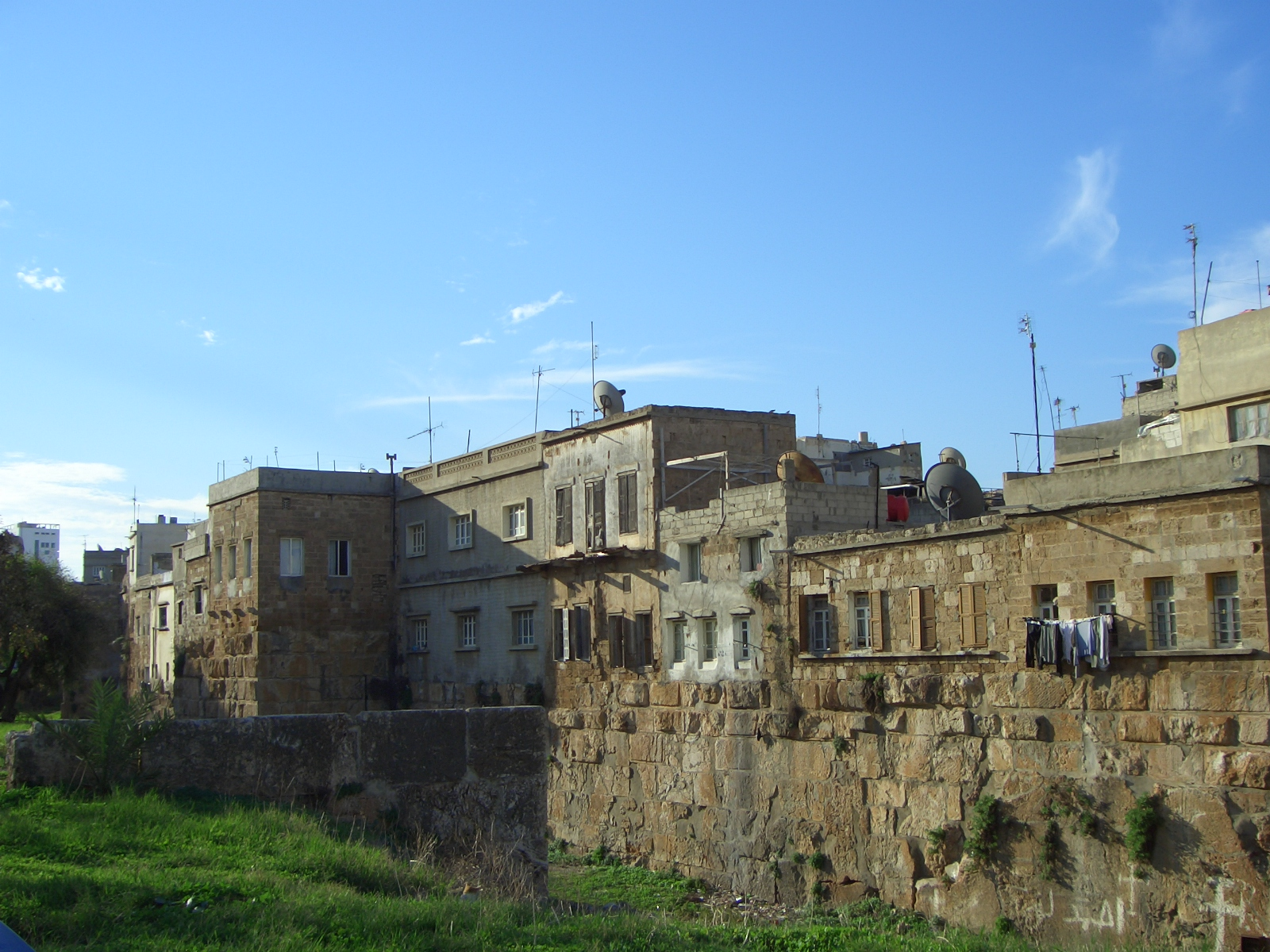
Deel van de oude citadel

Tartous, Tartus of Tartoes (Arabisch: طرطوس) is een havenstad in West-Syrië, gelegen aan de Middellandse Zeekust ten zuiden van Latakia. Het is de hoofdstad van het gouvernement Tartous en na Latakia de belangrijkste haven van Syrië.

## Geschiedenis
De stad werd gesticht door de Fenicische kolonie op Arwad en was een belangrijke nederzetting tijdens de hellenistische en tijdens de Romeinse periode. Het werd een christelijk bolwerk, in de 4e eeuw werd er een kapel gebouwd.
In 1123 bouwden de kruisvaarders in Tartous een kathedraal waarin het altaar van de inmiddels – door een aardbeving - vernielde kapel werd opgenomen. In 1152 kwam Tartous onder bestuur van de Orde van de Tempeliers en werd het hun belangrijkste basis na het hoofdkwartier in Akko. De ridders bouwden een versterkte stad. In 1188 vernietigden de troepen van Saladin een groot deel van de stad (de kathedraal inbegrepen). Toch bleef Tartous in handen van de tempeliers tot 1291.

## Bouwwerken in Tartous
De Kathedraal van Tartous is een 12e-eeuwse kruisvaarderskerk. Van de door de tempeliers gebouwde burcht met grote kapel en donjon evenals van de verstrekte dubbele stadsomwalling is weinig overgebleven.

## Russische marinebasis
De Sovjet-Unie sloot in 1970 een overeenkomst met Syrië voor het openen van een marinebasis in Tartous. Tartous wordt al sinds 1971 gebruikt voor de aanvoer van Sovjet militair materieel. Tussen 1956 en 1991 werden hier goederen gelost met een totale waarde van $26 miljard. . Tot het uiteenvallen van de Sovjet-Unie in 1991 bleef deze basis in gebruik, de leveringen zijn nadien in een lager tempo doorgegaan. De haven is door het mindere gebruik in verval geraakt en al jaren bestaan er plannen voor renovatie en uitbreiding. In 2008 sloot Rusland een contract met Syrië om de basis opnieuw in gebruik te nemen. Sinds die tijd meerden er regelmatig Russische marineschepen af in Tartous. De meeste Russische schepen voeren toen nog naar Latakia, maar in deze stad werd het onveiliger door de Syrische burgeroorlog.
In 2015 werd de haven uitgebreid door Rusland zodat ze grotere schepen, zowel militair als civiel, kan ontvangen. Rusland trachtte hiermee de Syrische strijdkrachten beter te kunnen bevoorraden en de eigen vloot, actief in de Middellandse Zee, logistiek beter ondersteunen. In korte tijd is het aantal Russische militairen in Tartous toegenomen tot ca. 1700 man.
Aan het bewind van Bashar al-Assad kwam in december 2024 een einde. In januari 2025 ontbonden de nieuwe machthebbers het leasecontract met Rusland dat werd getekend in 2019. Voor Rusland is de haven van groot belang omdat ze de enige rechtstreekse toegang is tot de Middellandse Zee. De Zwarte Zee is geen optie meer door de aanwezigheid daar van het Oekraïense leger en Turkije sloot de Bosporus, die de Zwarte Zee met de Middellandse Zee verbindt, voor militair scheepverkeer in overeenstemming met het Verdrag van Montreux. De logistieke steun voor de Russische projecten in de Middellandse Zee zal bij sluiting van Tartous in het gedrang komen.